# Donald J. Pfeil
Donald John Pfeil (geboren am 28. November 1937 in Los Angeles, Kalifornien; gestorben am 30. März 1989 ebenda) war ein amerikanischer Science-Fiction-Autor. Seine drei Romane Voyage to a Forgotten Sun (1975), Through the Reality Warp (1976) und Look Back to Earth (1977) knüpfen auf vergnügliche Weise an den Stil alter Space Operas an. 1976 schrieb er ein Tie-in zu der Animationsserie Return to the Planet of the Apes. Außerdem war er Herausgeber des SF-Magazins Vertex (1973–1975).

## Bibliografie
Romane
- Voyage to a Forgotten Sun (1975)
  - Deutsch: Die vergessene Sonne. Übersetzt von Ingrid Rothmann. Bastei Lübbe #21088, 1976, ISBN 3-404-00533-3.
- Through the Reality Warp (1976)
- Return to the Planet of the Apes 2 : Escape from Terror Lagoon (1976, als  William Arrow)
- Look Back to Earth (1977)

Kurzgeschichten
- Second Paradise Lost (1974)
- The Teacher (1974)
- Mission of Honor (1975)